# سرگی آلیفیرنکو
سرگی آلیفیرنکو (روسی: Серге́й Геннадиевич Алифиренко؛ زادهٔ ۲۱ ژانویهٔ ۱۹۵۹) تیرانداز اهل روسیه است که در مسابقات کشوری و بین‌المللی در مجموع برندهٔ ۱ مدال طلا، ۱ مدال برنز شد.